# Алексей Бистров
Алексей Петрович Бистров е руски зоолог и хистолог.

## Биография
Роден е на 1 февруари 1899 година в село Тарасово, Пронски уезд, Рязанска губерния, Русия. Около 1909 г. семейството му се премества в село Гребнево, Пронски уезд, Рязанска губерния.